# Tracceologia forense
La tracceologia applicata alla scienza forense è un metodo per analizzare e studiare i segni che i materiali registrano sulla superficie durante un uso ripetuto. Alcuni materiali si trasferiscono per induzione di calore o per contatto o per frizione.
L'importanza dell'analisi basata sulle tracce in criminologia è stata dimostrata da Edmond Locard nei primi anni del XX secolo. Attraverso i secoli, gli investigatori hanno potuto ricostruire la scena del crimine grazie a questa disciplina, descrivendo cose, persone o ambienti coinvolti nel caso. Ricerche condotte sugli omicidi hanno mostrato che l'analisi è servita per risolvere quei casi, scagionare gli imputati innocenti e condannare i veri responsabili. L'analisi è altrettanto importante nell'ingegneria forense.

## Epistemologia
Vi sono molte differenti tecniche utilizzate da parte degli investigatori per analizzare le evidenze, sebbene la fotografia sia un metodo ormai indispensabile. I campioni possono essere rilevati dallo scuotimento, dallo sfregamento, dall'impressione di un tampone o da altri strumenti avendo cura di evitare contaminazioni con altri elementi. In alcuni casi, ad es. olio e grasso industriale, un solvente può essere utilizzato per rilevare l'evidenza. Il metodo impiegato generalmente dipende dal tipo di evidenza e dalle condizioni atmosferiche dell'ambiente nel quale si trova.
Esempi tipici di analisi includono la rilevazione di impronte digitali, capelli, cosmetici, fibra vegetale, fibra minerale, fibra sintetica, vetro, vernici, rivestimenti, esplosivi, idrocarburi e resti di un incendio.

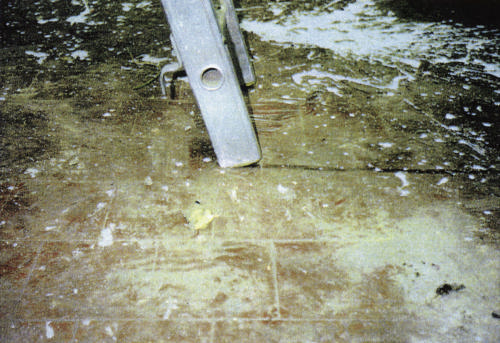
Segni di strisciamento lasciati da una scala difettosa.

I piedi di una scala lasciano spesso tracce per terra, in modo da permettere di capire il movimento della persona che ci è salita sopra. Le tracce lasciate dal battistrada degli pneumatici sono altre evidenze che permettono di ricostruire la dinamica degli incidenti stradali. Le tracce dei veicoli impresse sui corpi delle vittime della strada possono aiutare a determinare il tipo di veicolo, la dinamica e la velocità con le quali procedeva prima dell'investimento. Alcune tracce sono anche conosciute come “teste tracce” che possono risultare determinanti per capire come un meccanismo funziona. Un teste traccia, ad es., può essere un martello pneumatico o una tracciatrice che rilascia tracce indelebili da impatto sul materiale colpito.

## Metodologia

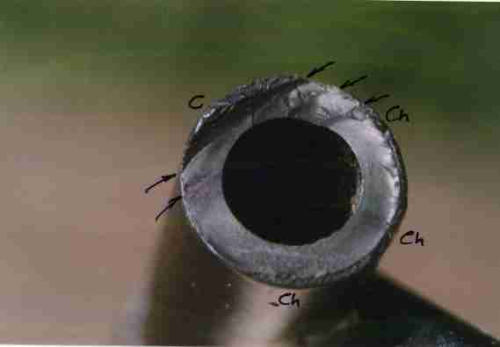
Analisi di uno scarico mediante microscopio ottico

L'osservazione delle tracce d'uso viene fatta a vari livelli di dettaglio. Si comincia analizzando la superficie del manufatto ad occhio nudo. Tale fase corrisponde essenzialmente ad un sopralluogo tecnico ai fini dell'analisi e per la ricostruzione della scena del crimine. In seguito ci si serve di un microscopio di tipo stereomicroscopio che permette un'osservazione a basso ingrandimento (in genere fino a 50X).
Secondo il tipo di materia prima impiegata e le tracce ricercate, ci si serve anche di strumenti più potenti, come il microscopio metallografico a fondo chiaro, che permette un'osservazione ad alto ingrandimento (fino anche a 500X) e, all'occorrenza, anche del microscopio elettronico a scansione (ingrandimenti fino a migliaia di volte), che permette inoltre l'analisi chimica dei residui incrostati sulla superficie del manufatto. Il SEM è molto utile in quanto dotato di raggi X che possono essere diretti verso un'area del campione, rendendo possibile la microanalisi. È utile quando i residui chimici possono mostrare gli elementi insoliti o una reazione chimica avvenuta sull'oggetto. Un incidente stradale causato da una perdita di benzina, ad es., mostra tracce di solfato sul tubo danneggiato causato da gocce di acido solforico di una batteria.
Pulviscoli o altri elementi di armi da fuoco possono essere analizzati utilizzando uno scanner elettronico equipaggiato con spettroscopio ad energia dispersiva. Piccole quantità di esplosivo, idrocarburi e altri agenti chimici possono essere identificati con l'ausilio di tecniche analitiche quali, ad es., la gascromatografia, la spettrometria di massa e la spettroscopia infrarossa.
Simili procedure si applicano ai materiali soggetti ad usura o danneggiati, ma in questo caso è necessario stabilire se l'usura è derivata da un evento concomitante al reato o pregresso. Alcuni test non invasivi possono essere impiegati prima di quelli più invasivi che implicano il prelievo di campioni per un'analisi più approfondita magari di tipo spettroscopica. L'utilizzo di tali metodi deve essere svolto di concerto con altri esperti e l'autorità giudiziaria.

## Tracceologia nei sinistri stradali

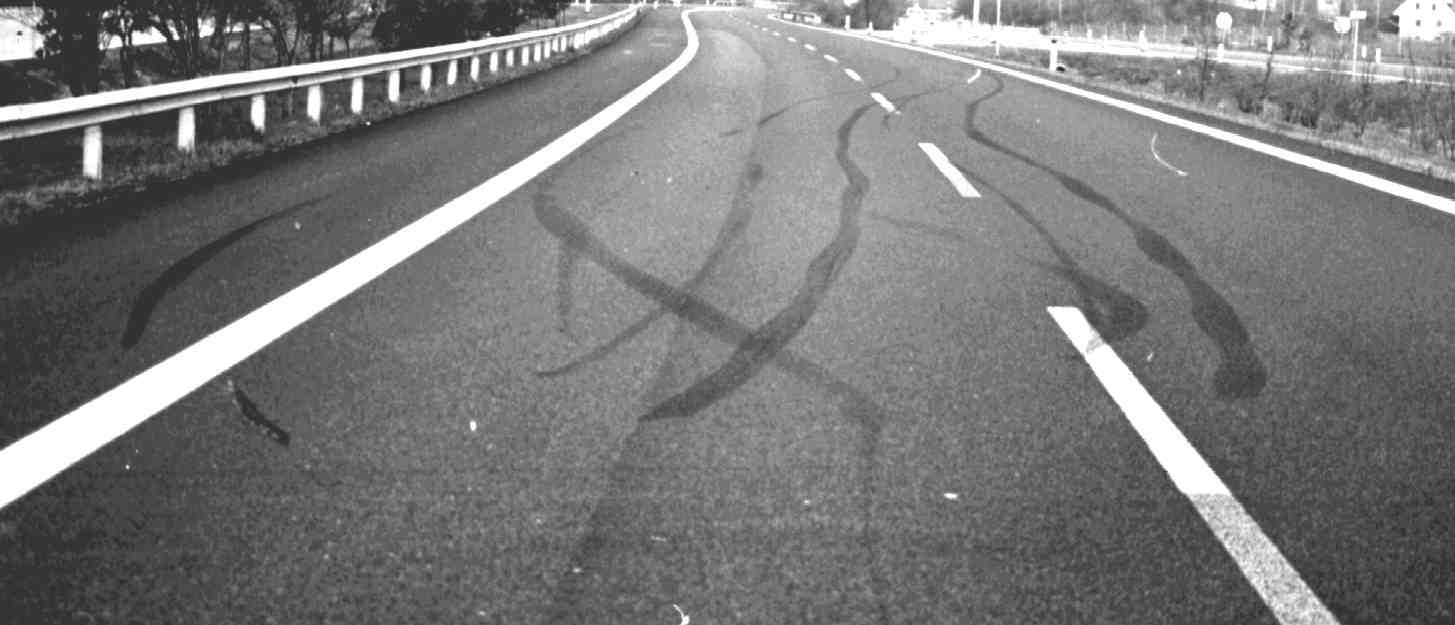
tracce lasciate dagli pneumatici sull'asfalto.

Le tracce di pneumatico si distinguono in quelle formatesi dopo un'accelerazione, se il motore fornisce più energia di quanto le gomme possono trasmettere o in quelle formatesi in seguito ad una frenata o, ancora, in quelle da slittamento se il veicolo aveva sbandato. Ogni traccia ha una forma caratteristica in modo da permettere all'investigatore di determinare l'esatta dinamica dell'incidente.
Le tracce sono causate dall'attrito del battistrada sull'asfalto, molto più di quanto lo faccia una gomma da cancellare su un pezzo di carta. Le tracce possono anche formarsi quando il veicolo è in movimento, magari dopo un tornante. A causa dell'usura, è possibile rilevare anche il pulviscolo che la gomma degli pneumatici rilascia nell'ambiente.
L'analisi sulle tracce degli pneumatici, seguendo il “principio di Locard” può produrre evidenze scientifiche importanti. La lunghezza delle tracce è solitamente correlata alla velocità del veicolo al momento della frenata in modo da rilevarne la velocità originaria.
Le tracce possono formarsi anche se vi sono dei fori o delle fenditure sul pneumatico. La perdita o lo sforamento, infatti, può causare l'attrito del cerchione sull'asfalto in modo da ricostruire anche tale frangente. Nella figura a lato, il battistrada è danneggiato tanto che le parti restanti sono cadute, col rischio che il cerchione scappi via con conseguenze nefaste per il conducente. Gli incidenti dovuti a battistrada usurati o danneggiati sono la causa più frequente di incidenti stradali in America.

## Prospettive sulla tracceologia forense
I problemi più discussi al giorno d'oggi e che saranno da risolvere nel prossimo futuro sono la presenza di falsi positivi e la contaminazione dei prelievi. Alcuni tipi di impronte digitali, ad es., sono molto più vulnerabili ai falsi positivi. I campioni rilevati dalla scena del crimine dovrebbero essere conservati in contenitori sterilizzati con guanti sterilizzati e posizionati in un luogo sicuro.